# Gateway Casinos
Gateway Casinos es un operador de casinos en el oeste de Canadá, operando nueve casinos en British Columbia y Alberta. La compañía fue adquirida por New World Gaming Partners Ltd. el 19 de noviembre de 2007.

## Propiedades
- Baccarat Casino (Edmonton)
- Cascades Casino (Langley City)
- Grand Villa Casino (Burnaby)
- Lake City Casinos
  - Kamloops Casino (Kamloops)
  - Kelowna Casino (Kelowna)
  - Penticton Casino (Penticton)
  - Vernon Casino (Vernon)
- Palace Casino (Edmonton)
- Starlight Casino (New Westminster)